# Отмарзинген
Отмарзинген (нем. Othmarsingen) — коммуна в Швейцарии, в кантоне Аргау.
Входит в состав округа Ленцбург.  Население составляет 2252 человека (на 31 декабря 2007 года). Официальный код  —  4205.